# Ptychodes dilloni
Ptychodes dilloni är en skalbaggsart som beskrevs av Stephan von Breuning 1949. Ptychodes dilloni ingår i släktet Ptychodes och familjen långhorningar.
Artens utbredningsområde är Panama. Inga underarter finns listade i Catalogue of Life.